# Times Square Ball

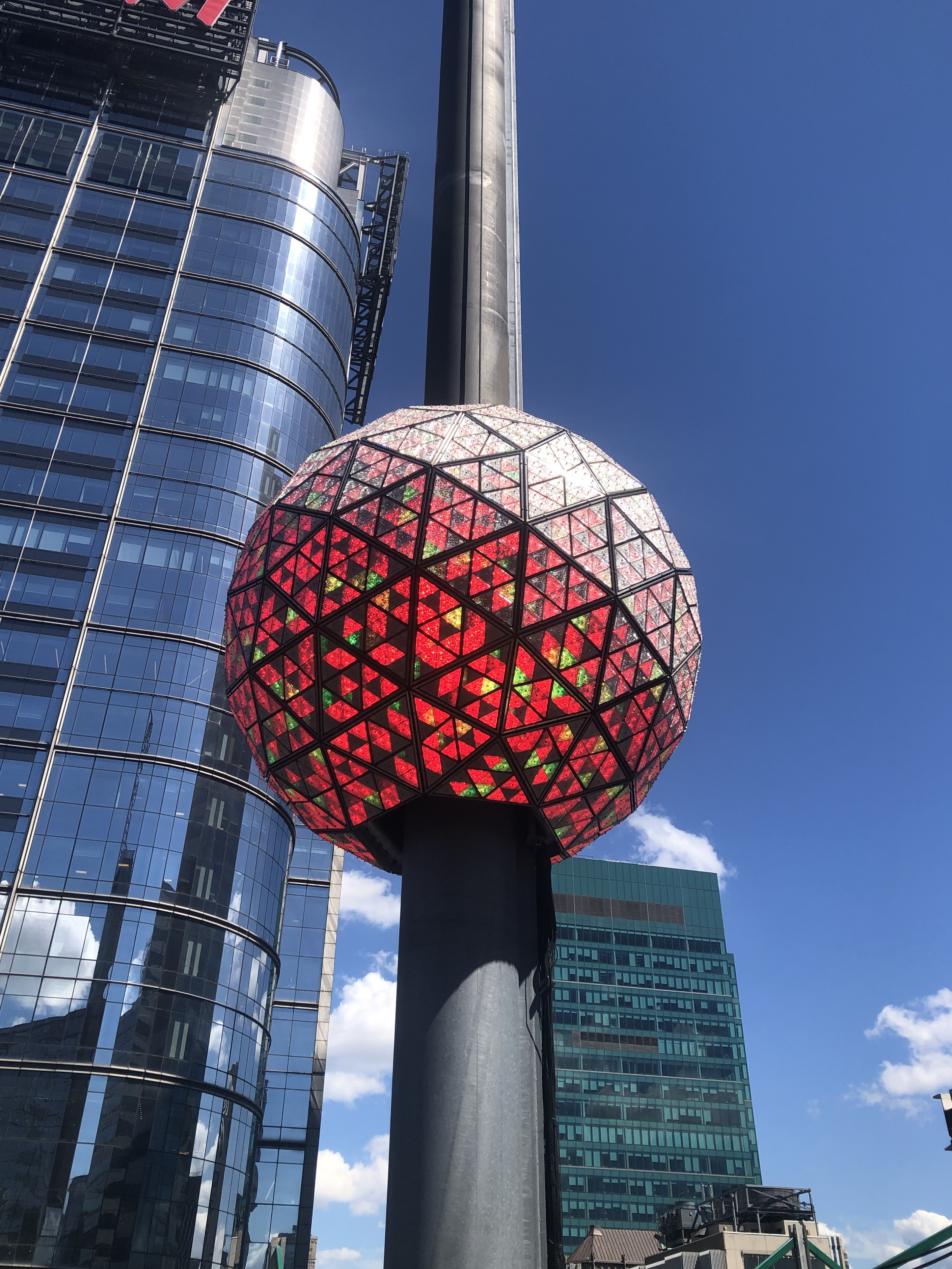
Der von 2008/09 bis 2024/25 eingesetzte Times Square Ball

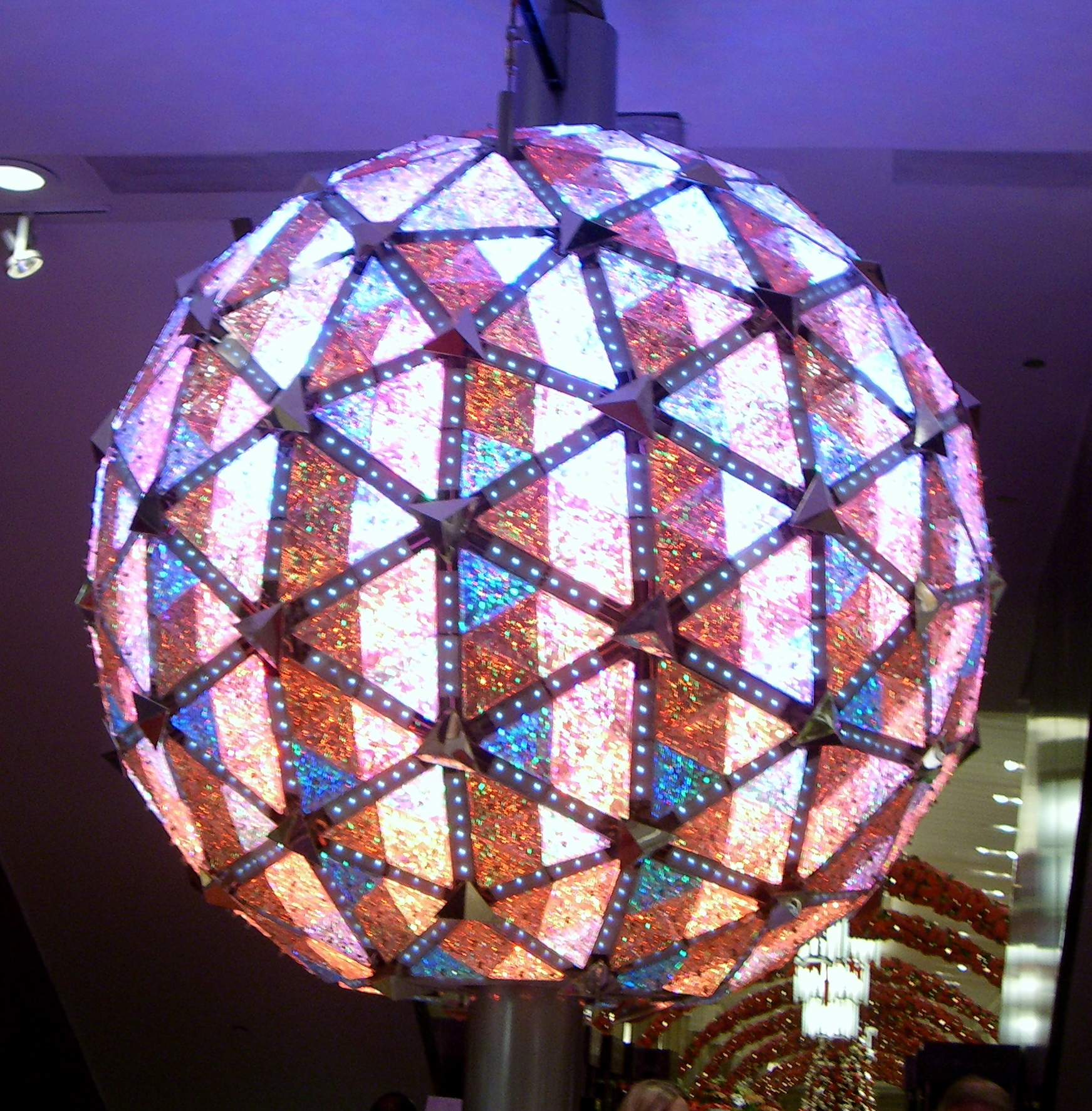
Die vierte Kugel bei den Vorbereitungen für Silvester 2007

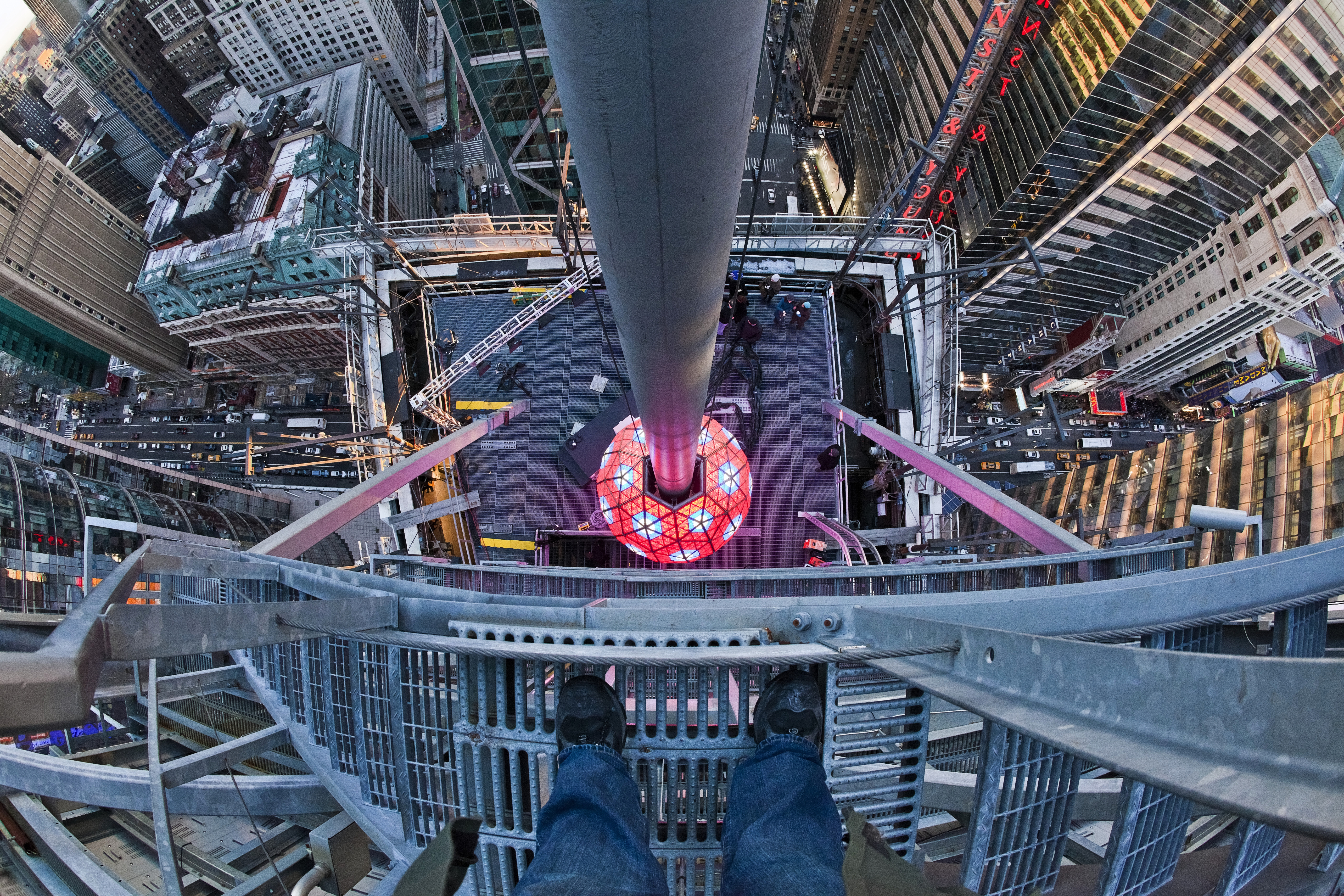
Times Square Ball von oben

Der Times Square Ball ist ein Zeitball, der seit 1907 alljährlich an Silvester auf dem Dach des Hochhauses One Times Square in New York City an einem 43 Meter hohen Mast herabgelassen wird. Diese „Ball Drop“ genannte Zeremonie beginnt 60 Sekunden vor dem Jahreswechsel und zählt zu den Höhepunkten der US-amerikanischen Silvesterfeierlichkeiten. Das 110,6 Meter hohe und 25-stöckige One Times Square war von 1904 bis 1913 das Hauptquartier der New York Times.
Die Veranstaltung wird von der Times Square Alliance und Countdown Entertainment organisiert, einem Unternehmen unter der Leitung von Jeff Strauss. Die Feierlichkeiten beginnen am Silvesterabend offiziell mit einer Eröffnungszeremonie um 18 Uhr Ortszeit, bei der der Ball in die Höhe gehoben wird. Bis Mitternacht gibt es ein Unterhaltungsprogramm, darunter auch musikalische Darbietungen: Einige dieser Darbietungen werden von den Silvester-Fernsehspecials organisiert und ausgestrahlt. Seit 2005/06 wird der Ball Drop um 23:55 Uhr mit Lied „Imagine“ von John Lennon eingeleitet. An der „Ball Drop“-Zeremonie nehmen auf dem Times Square über eine Million Menschen aus aller Welt teil.

## Zeitbälle
Von 1907/08 bis 2024/25 kamen fünf Zeitbälle zum Einsatz.
- Der erste Zeitball wurde an Silvester 1907 zum Fallen gebracht und läutete das Jahr 1908 ein. Der Eigentümer der New York Times, Adolph Ochs, beauftragte den Schilderdesigner Artkraft Strauss mit der Anfertigung des Zeitballs. Die aus Stahl und Holz gefertigte Kugel hatte einen Durchmesser von 1,5 Meter (5 Fuß) und wurde von hundert 25-Watt-Glühlampen beleuchtet. Sein Gewicht betrug 317 kg. Der Ball wurde an einem 21 Meter hohen Mast hochgezogen und 10 Sekunden vor Mitternacht allmählich fallengelassen. Sobald er um 0.00 Uhr das Dach erreichte, brachte er Schilder an den Seiten des Gebäudes zum Leuchten und löste gleichzeitig ein Feuerwerk aus.[3]
- Der zweite Ball löste zu Silvester 1920 den ersten Ball ab. Die ebenfalls 1,5 m im Durchmesser zählende Kugel erhielt ein neues Design und bestand ausschließlich aus Stahl mit einem Gewicht von 180 kg (400 Pfund).[4] Bei den Jahreswechseln 1942/43 und 1943/44 wurde der Ballabwurf aufgrund kriegsbedingter Beleuchtungsbeschränkungen während des Zweiten Weltkriegs unterbrochen.[4]
- Der dritte Times Square Ball wurde ab den Jahreswechsel 1955/56 eingesetzt. Dieser hatte nun einen Durchmesser von 1,8 Meter (6 Fuß) und war aus Aluminium gefertigt. Er wog gegenüber seinen Vorgängern nur noch 68 kg (150 Pfund). In Anspielung auf New Yorks Spitznamen „Big Apple“ gestaltete man 1981/82 die Kugel so um, dass sie einem rotbäckigen Apfel mit grünen Stil ähnelte. Für die Silvesterveranstaltung von 1995/96 wurde der Ball modernisiert und mit einem computergesteuerten Beleuchtungssystem mit 180 Halogenbirnen und 144 Stroboskoplichtern sowie über 12.000 Strasssteinen ausgestattet.[4] Der Fall der Kugel wurde erstmals mit dem Zeitsignal des National Institute of Standards and Technology synchronisiert computergesteuert.[5]
- Der vierte Zeitball kam ab dem Jahreswechsel 1999/2000 zum Einsatz. Er hatte einen Durchmesser von 1,8 m und ein Gewicht von 490 kg. Die Kugel enthielt insgesamt über 600 Halogenlampen, 504 dreieckige Kristallplatten von Waterford Crystal mit Inschriften zu einem jährlichen Thema, 96 Stroboskoplichter und rotierende, pyramidenförmige Spiegel. Der Ball wurde in Waterfords Fabrik in Irland produziert. 2002 waren mit dem Thema „Hope for Healing“ auf 195 Tafeln des Balls die Namen der Länder, Hilfsorganisationen und Flugzeuge eingraviert, die bei den Terroranschlägen am 11. September 2001 Opfer zu beklagen hatten.
- Fünfter Zeitball:
  - Bei der Zeremonie 2007/08 wurde ein neues fünftes Design von Waterford Crystal vorgestellt. Der Ball hatte einen Durchmesser von 1,8 m, wog 550 kg und beinhaltete 9576 LED-Leuchtmittel und computergesteuerte Lichtmuster, die von der in New York ansässigen Firma Focus Lighting entwickelt wurden. Der Ball von 2007/08 wurde nach einmaligem Einsatz im Times Square Visitors Center ausgestellt.[6]
  - Ein Jahr später wurde am Silvester 2008 eine größere Version des fünften Balls eingesetzt. Es handelt sich um eine ikosaedrische geodätische Kugel mit einem Durchmesser von 3,7 m und einem Gewicht von 5386 kg. Sie besteht aus 2688 dreieckigen Kristallplatten und enthält 32.256 Leuchtdioden.[7] Die Kugel ist im Gegensatz zu seinen Vorgängern wetterfest, da sie nun fast das ganze Jahr über auf dem One Times Square verbleibt.[6] Der fünfte Zeitball von 2008/09 wird nach ihrem letzten Ball Drop zum Jahreswechsel 2024/25 als ganzjährige öffentliche Ausstellung im Times Travel Museum am One Times Square erhalten bleiben.[8]
- Ab dem Jahreswechsel 2025/26 wird ein neuer Zeitball eingesetzt. Nach Aussage von Michael Phillips, Präsident des Unternehmens Jamestown, dem One Times Square gehört, wird der neue Ball ein völlig anderes Design haben und auch dynamischer und digitaler interaktiver sein.[7]

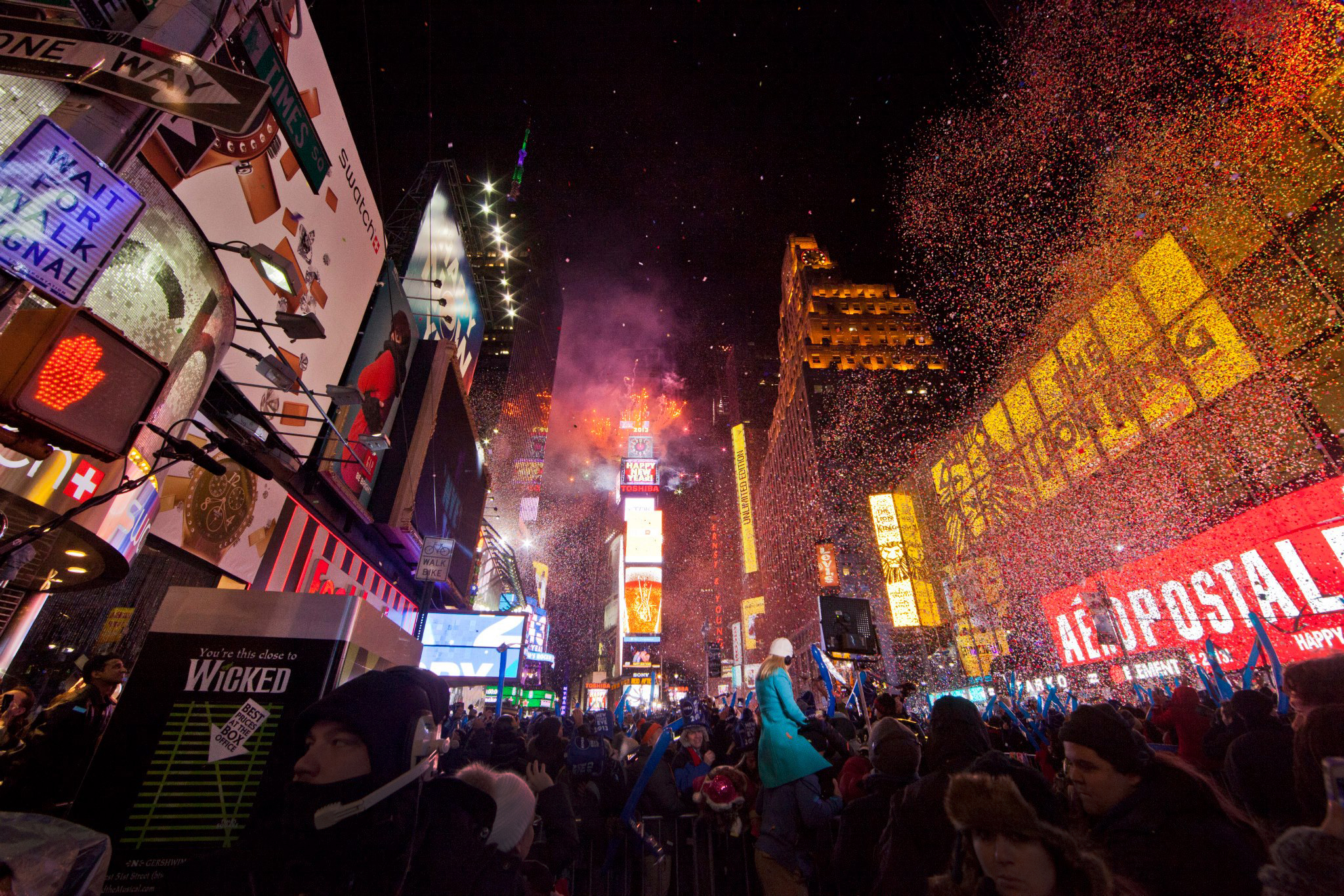
Ball Drop an Silvester 2012

## In der Kultur
Der „Ball Drop“ war Teil der Handlung des Spielfilms Happy New Year aus dem Jahr 2011. Auch im Finale des Thrillers Survivor von 2015 spielt die Zeremonie eine Rolle.